# NHi Sirius (H-21)
Le NHi Sirius (H-21) est un vieux navire hydro-océanographique de la Marine brésilienne. C'est le premier navire de la marine brésilienne conçu spécifiquement pour le service hydrographique et le premier à pouvoir fonctionner avec hélicoptère. Il est le premier à porter le nom de Sirius, étoile principale de la constellation du Grand Chien.

## Historique
Construit sur les chantiers navals d’Ishikawajima à Tokyo, au Japon, où il a été lancé en 1957, il a été intégré à la marine brésilienne le 17 janvier 1958.
Affecté à la Direction de l'hydrographie et de la navigation de la marine brésilienne, sa mission est de collecter et de traiter des levés hydrographiques, océanographiques et géodésiques pour la construction et la mise à jour de cartes marines et d'aides à la navigation, ainsi que pour la production d'informations océanographiques et météorologiques, et soutien environnemental et application de la puissance navale du pays.
En plus de servir à l'intérieur des frontières maritimes du pays et d'effectuer des opérations d'approvisionnement au poste océanographique de l'île Trindade et Martin Vaz, il a également participé à des enquêtes sur la côte de Namibie.
Son sister-ship, le NHi Canopus (H-22) , a été démis de ses fonctions en 1997 .

### Note et référence
1. ↑  NHi Canopus H 22 - Site naval.com.br

- (pt) Cet article est partiellement ou en totalité issu de l’article de Wikipédia en portugais intitulé « NHi Sirius (H-21) » (voir la liste des auteurs).